# Scaevola coriacea
Scaevola coriacea es una especie de planta fanerógama perteneciente a la familia Goodeniaceae.

## Hábitat
Son naturales de las Islas de Hawái.

## Descripción
Es una hierba baja, perenne, históricamente hallada en seis islas hawaiianas, pero ahora solo en Maui y dos isletas mar afuera.  Es una sp.en grave riesgo de extinción con menos de  300 plantas en existencia.  Sus viejos tallos son algo leñosos, y las hojas, suculentas, son ovales, relativamente separadas,  suaves o ligeramente escamosas con bordes  redondeados. Las flores arracimadas en lugares de las hojas, en grupos de uno a tres.